# Marvel Super Heroes vs. Street Fighter
Marvel Super Heroes vs. Street Fighter (マーヴルスーパーヒーローズ VS. ストリートファイター, Māvuru Sūpā Hīrōzu bāsasu Sutorīto Faitā) est un jeu de combat, un crossover développé et édité par Capcom,. Il s'agit de la suite de X-Men vs. Street Fighter et du deuxième épisode de la série Marvel vs. Capcom. Le jeu est d'abord sorti sur borne d'arcade en 1997 puis est porté sur Sega Saturn en 1998 et sur PlayStation en 1999.
Le gameplay et l'esthétique de Marvel Super Heroes vs Street Fighter restent similaires à X-Men vs Street Fighter. Chaque joueur sélectionne deux personnages pour participer à un combat individuel en équipe, en essayant de vaincre l'équipe adverse. Le jeu remplace la plupart des personnages X-Men de l'épisode précédent par des personnages d'autres propriétés de Marvel. Ce deuxième opus intègre un nouveau mécanisme de jeu connu sous le nom de « Variable Assist », qui sera utilisé dans les futurs titres Marvel vs. Capcom.
Tout comme son prédécesseur, le jeu a reçu des critiques généralement positives pour son gameplay, ses animations de sprites et sa distribution de personnages. La version Sega Saturn, qui utilise la « cartouche Ram 4MB », a été saluée comme étant une conversion d'arcade parfaite,. En raison des limites de mémoire de la PlayStation, les tag team battle sont de nouveaux retirés, entraînant une réception critique plus mitigée. Une suite sort en 1998, intitulée Marvel vs. Capcom: Clash of Super Heroes.

## Personnages
| Personnages Marvel | Comics d'origine | Première apparition      |
| ------------------ | ---------------- | ------------------------ |
| Blackheart         | Daredevil        | 2                        |
| Captain America    | 1                | 2                        |
| Cyclope            | X-Men            | X-Men vs. Street Fighter |
| Hulk               | Incredible Hulk  | 2                        |
| Omega Red          | X-Men            | 2                        |
| Shuma-Gorath       | Docteur Strange  | 2                        |
| Spider-Man         | 1                | 2                        |
| Wolverine          | X-Men            | X-Men vs. Street Fighter |

| Personnages de SF | Jeu d'origine          | Première apparition      |
| ----------------- | ---------------------- | ------------------------ |
| Akuma             | Super SF II Turbo      | X-Men vs. Street Fighter |
| Chun-Li           | Street Fighter II      | X-Men vs. Street Fighter |
| Dan               | Street Fighter Alpha   | 2                        |
| Dhalsim           | Street Fighter II      | X-Men vs. Street Fighter |
| Ken               | Street Fighter         | X-Men vs. Street Fighter |
| M. Bison          | Street Fighter II      | X-Men vs. Street Fighter |
| Ryu               | Street Fighter         | X-Men vs. Street Fighter |
| Sakura            | Street Fighter Alpha 2 | 2                        |
| Zangief           | Street Fighter II      | X-Men vs. Street Fighter |

Notes : 

1 le nom du personnage est aussi le titre du comics ou jeu auquel il est associé.

2 première apparition jouable dans un crossover.

## Équipe de développement
- Planificateurs : Atsushi Tomita, Dave Matumoto, Nakano Tau! Masahiro
- Artworks originaux : Akiman, Sakomizu, Ukabin
- Conception des objets: Minobe Hiroaki Da!!, Sagata, G.Kamina, Miwaringo, Kohichi Kikutani, Hiroshi Yoshioka, Shinya Miyamoto, Kondo Masanori, Satou Rie, Takep, Yosinori Yamamoto, Jon Narancha, Toshihiro Suzuki, R. Naoi, Kanako Takami
- Conception des décors : Iwai, Konomi, Hisashi Sawada, Dear Akirakun 1997, May, Inoyan, Youko Fukumoto, Kisabon, Takashi Fujiwara, Hiroshi Yuugen, Chie Morisaki, Holly Genki?, Shinnosuke, Manga-Chop
- Composition et arrangements de la musique : Yuki Iwai, Yuko Kadota
- Directeur son : Hiroaki Kondo (X68K) (cipher)
- Assistants son : Hachi & Ise & lee, Moe.T (cipher)
- Directeur enregistrement : Susan Hart
- Ingénieurs du son : Paul Shubat, Dave Hatt
- Programmeurs : Motsu, Eternal Sailor, Kaw, Silver Kadontz, You!
- Producteur : Kenji Kataoka
- Producteur général : Noritaka Funamizu
- Producteur exécutif : Yoshiki Okamoto

## Portages
Marvel Super Heroes vs. Street Fighter' a été adapté sur Saturn en 1998 et sur PlayStation en 1999